# Cantón de Toulouse-1
El cantón de Toulouse-1 es una división administrativa francesa, situada en el departamento de Alto Garona y la región de Mediodía-Pirineos.

## Composición
El cantón de Toulouse-1 incluye la parte de la ciudad formada por los barrios:
- Capitole
- Bonhoure
- Esquirol
- La Daurade
- Place Dupuy
- Saint-Aubin